# Francisco López de Gómara
Francisco López de Gómara (Gómara, Soria, 2 de febrero de 1511 - Gómara, 1564) fue un eclesiástico, humanista e historiador español conocido por su obra Historia general de las Indias, donde se destacó como cronista de la conquista de México, la fundación de la Nueva España, la conquista de las islas La Española, Cuba y Puerto Rico, las exploraciones a la Florida, la conquista y fundación del Reino de Tierra Firme (hoy Panamá, Venezuela y Colombia), la conquista y fundación del Perú, de Quito, del Alto Perú, de Chile y del Río de La Plata,a pesar de que nunca atravesó el océano Atlántico. 
Bernal Díaz del Castillo, en su obra Historia Verdadera de la Conquista de la Nueva España, desmiente en múltiples ocasiones el relato hecho por Gómara, quien, a diferencia del primero, no fue testigo presencial de los hechos que relata, por lo que muchos autores han cuestionado la verosimilitud de sus relatos.

## Biografía
Por su propio testimonio sabemos que nació en Gómara, el 2 de febrero de 1511, no en 1512, como se especulaba antes. Estudió en Soria, donde tuvo como maestro a Pedro de Rúa, y en Alcalá de Henares, para ordenarse como sacerdote de la diócesis de Osma. Se trasladó a Italia en 1531, donde estuvo en Roma, Bolonia y Venecia al servicio del embajador español Diego Hurtado de Mendoza y volvió a España hacia 1540 siendo profesor de letras clásicas en la Universidad de Alcalá.
Respecto a su relación con el conquistador Hernán Cortés, se solía afirmar que fue su capellán e incluso su biógrafo asalariado. Pero en realidad jamás existió tal relación, aunque es cierto que lo conoció y se movió en su círculo íntimo de amistades. Por su propio testimonio sabemos que Gómara conoció a Cortés durante su primer viaje entre 1529-1530. Luego volvieron a encontrarse en 1541 en la campaña de Argel. Finalmente ambos coincidieron en sus estancias en Valladolid y Madrid entre 1544-1546.

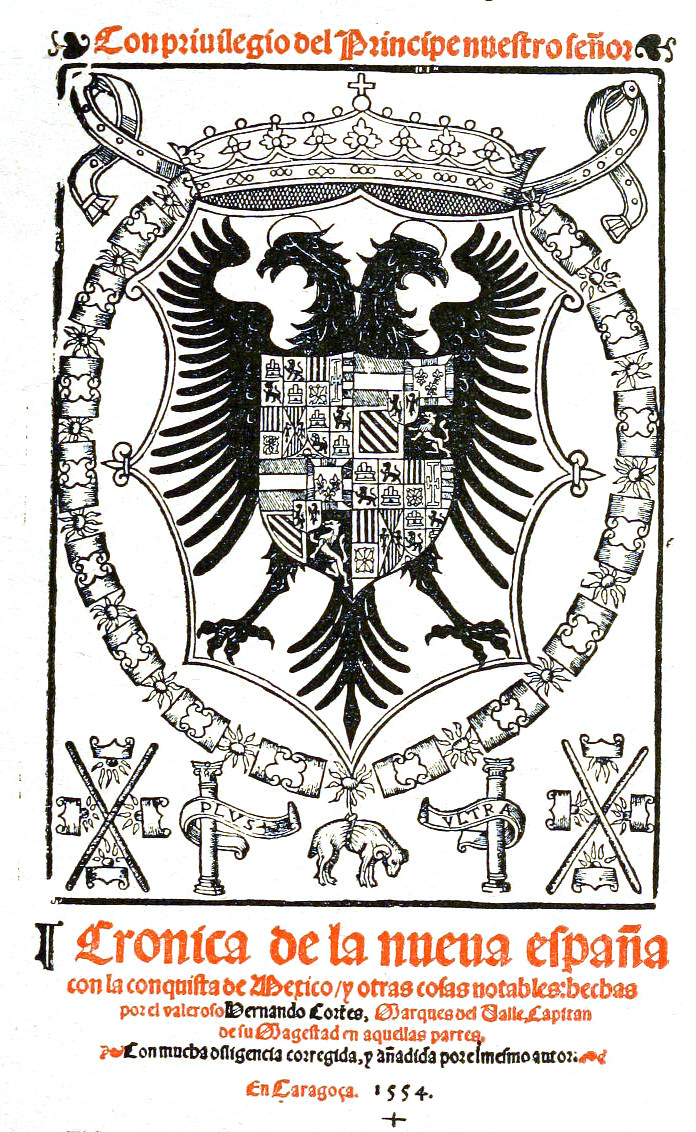
El relato de Francisco López de Gómara sobre la conquista de México (1555).

El Inca Garcilaso de la Vega hizo anotaciones a la Historia General de las Indias, de López de Gómara, cuyo primer tomo se publicó en Zaragoza en 1552. La segunda parte, titulada Crónica de la conquista de Nueva España, por la concepción caudillista de López de Gómara, fue punto de partida para la visión distinta de Bernal Díaz del Castillo en su Historia verdadera de la conquista de la Nueva España.[cita requerida]
No sabemos con plena certeza la fecha de su muerte, pero es muy probable que ocurriera el 2 de diciembre de 1559, día en que dictó su testamento, según parece in articulo mortis.

## Obras
Aunque tampoco viajó al Nuevo Mundo, escribió muchas obras que se refieren a su conquista:
- Historia general de las Indias
- Historia de la conquista de México
- Crónica de los corsarios Barbarrojas
- Guerras de mar del emperador Carlos V
- Anales de Carlos V
- Vida de Hernán Cortés.
- La conquista de México